# 剛果 (阿拉巴馬州)
剛果（英語：Congo）是美國阿拉巴馬州切羅基縣一個非建制地區，海拔高度約為202米（663英尺）。當地曾經在1892年至1909年期間設有一所與該地區同名的郵政局，而其名稱則是為了紀念英國傳教士戴維·利文斯通前往非洲剛果盆地探險。